# Brad Little
Pour les articles homonymes, voir Little.
Brad Little, né le 15 février 1954 à Emmett (Idaho), est un homme politique américain, membre du Parti républicain et gouverneur de l'Idaho depuis 2019. Il est auparavant lieutenant-gouverneur de l'Idaho de 2009 à 2019.

## Biographie

### Lieutenant-gouverneur de l'Idaho

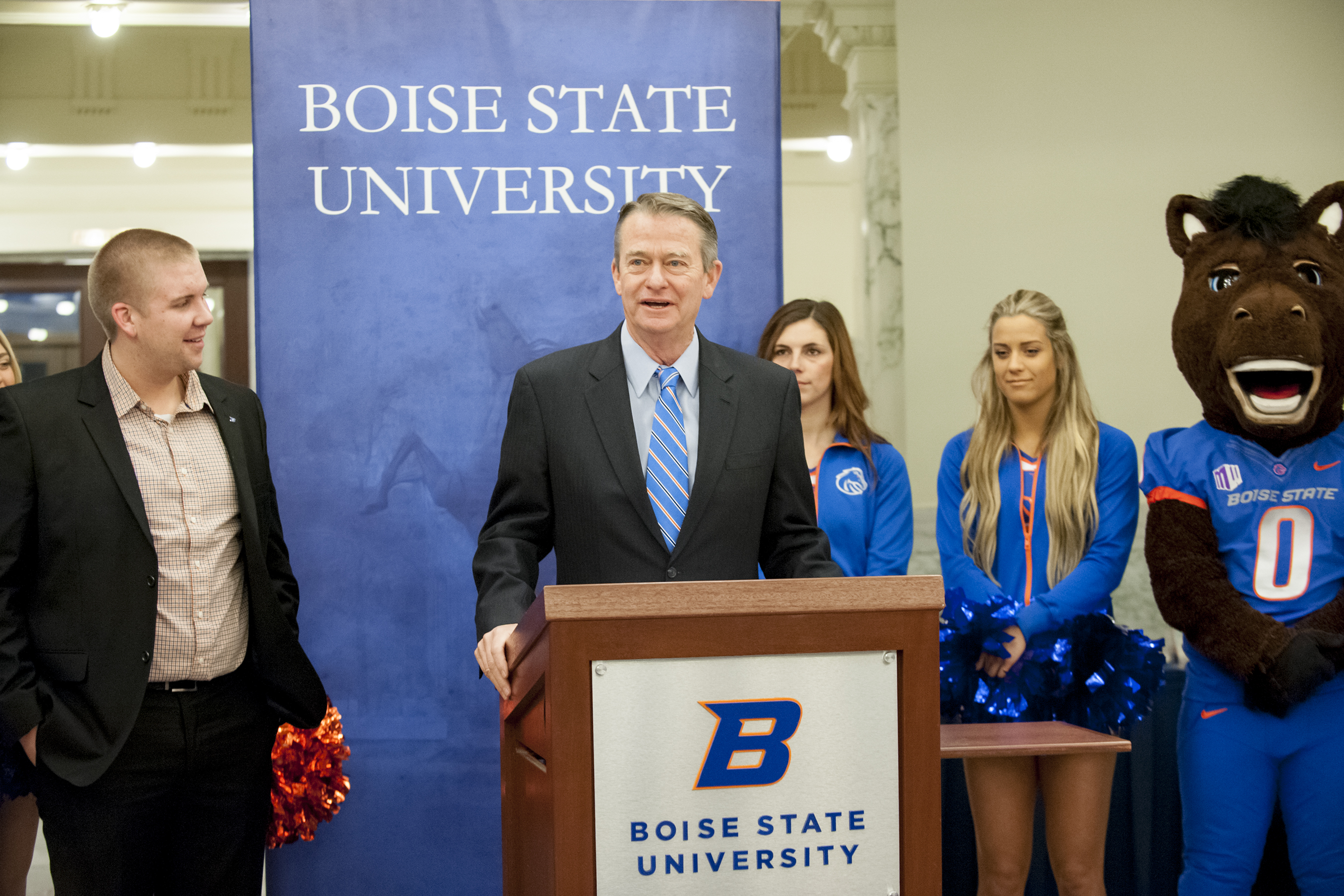
Brad Little à l'université d'État de Boise, en 2015.

Little est élu au Sénat de l'Idaho de 2001 à 2009, d'abord pour le 8e district de l'État jusqu'en 2002, puis pour le 11e district avec des nouvelles délimitations géographiques. Après la prise de fonction du lieutenant-gouverneur Jim Risch au Sénat des États-Unis, le gouverneur Butch Otter le nomme en remplacement. Il est élu de plein titre en 2010 et 2014, par respectivement près de 68 % et 63 % des voix.

### Gouverneur de l'Idaho

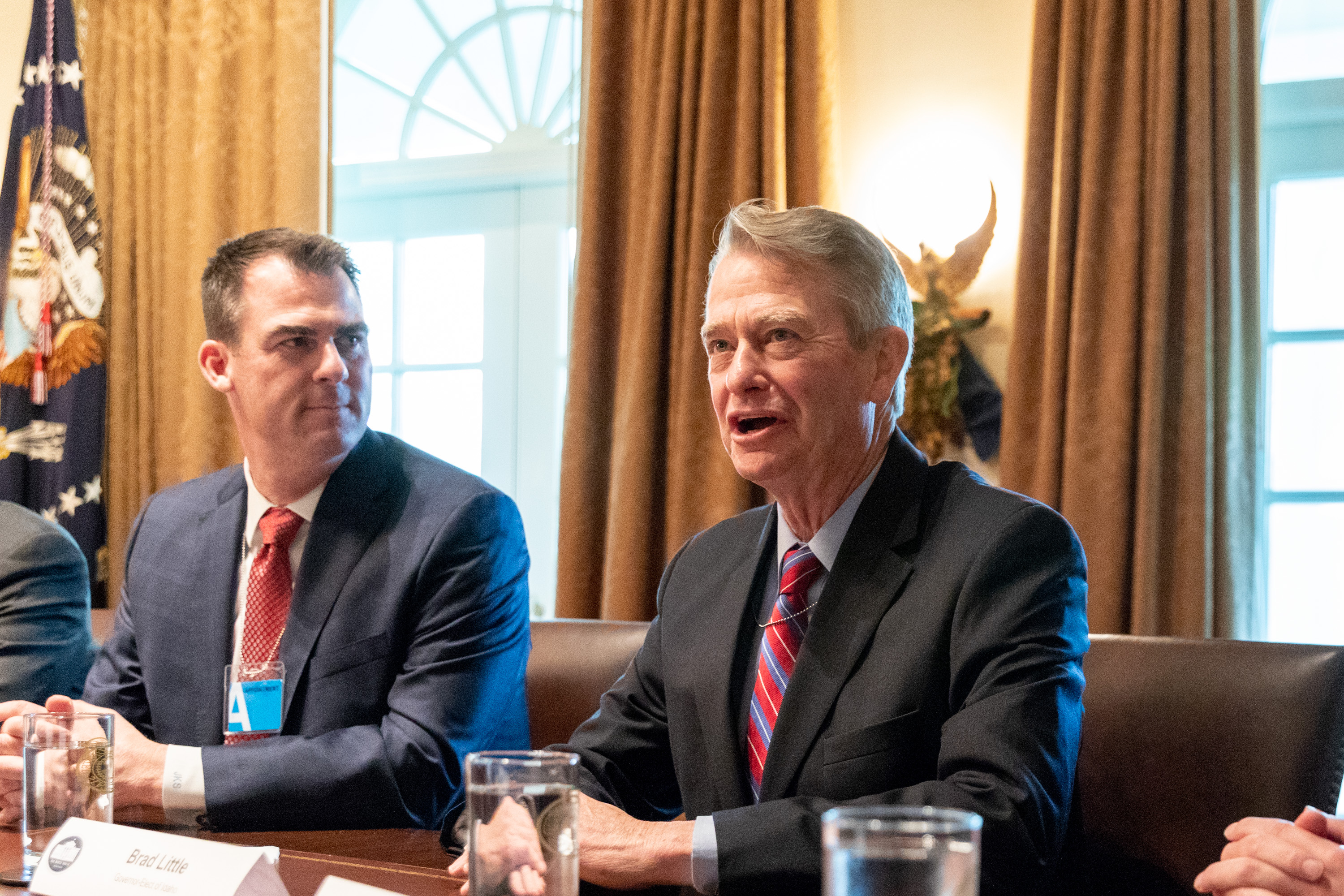
Little à la Maison-Blanche au côté de Kevin Stitt, gouverneur élu de l'Oklahoma, le 13 décembre 2018.

Lorsque Butch Otter choisit de ne pas se représenter à un troisième mandat, Little est candidat à sa succession au poste de gouverneur. Il remporte la primaire républicaine avec environ 37 % des suffrages, devant le représentant fédéral Raúl Labrador (31 %) et l'homme d'affaires Tommy Ahlquist (28 %).
Lors de l'élection de 2018, il affronte la candidate du Parti démocrate et sénatrice d'État Paulette Jordan et l'emporte avec 59,8 % des voix. Cela constitue la septième victoire d'affilée au gouvernorat de l'État pour les républicains.
Little est reçu à la Maison-Blanche en décembre par le président Donald Trump, aux côtés des autres gouverneurs nouvellement élus. Il prête serment et entre en fonction le 6 janvier 2019. Sa lieutenant-gouverneur, la sénatrice d'État Janice McGeachin, entre en fonction le lendemain.